# Emese Hof
Emese Eva Hof (Utrecht, 29 mei 1996) is een Nederlandse basketballer.
Van 2015 tot 2019 maakte Hof deel uit van een Amerikaans collegeteam Miami Hurricanes. In 2019 ging ze spelen voor CB Avenida in Spanje. Met deze club verloor ze in de finale van de EuroLeague Women in 2021. In 2023 verhuisde ze naar ZVVZ USK Praag in Tsjechië. In 2025 won ze met deze club de EuroLeague Women. Ze was pas de tweede Nederlandse die dat behaalde, na Sandra van Embricqs in 1998.